# Сеттинг
Се́ттинг (англ. setting «помещение, установка, обстановка») — среда, в которой происходит действие; место, время и условия действия. Сеттинг может рассматриваться в настольных и компьютерных играх, в фильмах, художественных произведениях, новостях и др. Описывая сеттинг, пользователь определяет свойства реальности, моделируемой медиапродуктом.
Сеттинг в психологии определяет пространственно-временные рамки, внутри которых аналитик наблюдает и исследует клинические факты.

## Понятие
Сеттинг можно определить как набор правил и внутренней истории некоего окружения. Так как данное слово является заимствованным, его значение варьируется в зависимости от автора. Словарь Мерриама-Вебстера определяет сеттинг как:
1. время, место и обстоятельства, в которых развиваются события;
2. время и место действия в литературном, драматическом или кинематографическом произведении;
3. картонный задник в театральной или кинопостановке.

Сеттинг представляет не столько место действия, а его окружение или среду, где оно происходит. В определение сеттинга могут как входить, так и не входить место и время, социальные условия, отношения персонажей с внешним миром и др. Сеттинг как набор обстоятельств может включать в себя историю, культуру, географию, профессиональную сферу, и представляет собой в том числе набор правил, действующих в произведении. В качестве примеров можно назвать Ледниковый период, Новый год, 1 сентября, вечеринку Хеллоуин. В этих случаях сложно указать конкретное время или место действия, но сеттинг в то же время определяет набор условий, в которых оно происходит и те правила, которым подчинаются персонажи.
Частным случаем понятия «сеттинг» является «вымышленная вселенная» (например, «Средиземье» Дж. Толкина). Вымышленный сеттинг может включать собственные космологию, географию, историю, культуру. Однако сеттинг может быть не только вымышленным, но и реальным, например: «СССР периода Великой Отечественной войны», «современный Ближний Восток», «Средневековая Европа».
Необходимость в понятии «сеттинг» обусловлена расплывчатостью понятия «жанр». Это имеет значение для настольных и компьютерных игр, жанры которых принято классифицировать только по типу игрового процесса (например, игра в жанре 3D-шутера в научно-фантастическом сеттинге). Понятие сеттинга здесь вбирает в себя всё, что касается антуража.

## В играх
Слово «жанр» — в литературе это, например, сказка, исторический роман, детектив, космическая фантастика — в играх закрепилось за особенностями геймплея (платформер, квест и другое). А чтобы описать, в каком мире происходит игра, из литературоведения взяли слово «сеттинг».
Одна игра может выходить в разных сеттингах. Например, объектами в игре «Монополия» могут быть рынки Нью-Йорка, а могут предприятия бывшего СССР — игра в обоих случаях остаётся одной и той же, меняется лишь обстановка.
Несмотря на то, что сеттинг — это в первую очередь художественное оформление игры, он опосредованно влияет и на её правила: например, в фэнтезийной игре регламентируется применение магии и описываются различные фэнтезийные расы со своими достоинствами и недостатками (люди, эльфы, хоббиты, орки, гоблины и т. д.).

## В психологии
Сеттинг в психологии определяет пространство, внутри которого аналитик и пациент совершают свою аналитическую работу. Здесь пациент может спокойно чувствовать и думать, отстраняясь и не тревожась о том, какие были бы чувства и мысли в его повседневной жизни вне анализа. Сеттинг также формирует диалог и взаимодействие с аналитиком, в целом, в том числе невербальный опыт, невысказанные переживания и фантазии. Внешне сеттинг обычно представляет собой тихий и относительно нейтральный кабинет, кушетку, кресло, чётко определённую частоту сеансов и время их начала, длительность сессий, договорённости по оплате и др. Аналитический сеттинг несколько отличается — он существует не только внешне, но и внутренне: пациент может ощущать сознание аналитика и его внутреннюю позицию во время сеанса, осознавать его пунктуальность, надёжность, открытость к пациенту. Кроме того, сеттинг присутствует в сознании аналитика и защищает его от того, что происходит вовне.